# 김원경 (아나운서)
김원경(1983년 4월 3일~)은 대한민국의 방송사 MBC(문화방송)의 뉴스 캐스터 등을 지낸 전력이 있는 프리랜서 아나운서이자 방송인이다.

## 이력 및 생애
이화여자대학교 출신으로써, 영화감상을 취미로 두면서 수영과 국선도와 노래를 특기로 보유중이다. 대학을 나온 후 2006년에서부터 2007년까지 성악가로 활동하다가 이듬해 2008년 경기도의 부천의 민영방송사인 OBS(경인TV)에 입사해 아나운서로 활동하였다. 4년 후 2012년 MBC(문화방송)로 이적하여 뉴스 캐스터로 활동하였으며, 2015년 3월 MBC(문화방송)에서 퇴사하였다. 이후 프리랜서 방송인으로 활약하면서, 대략 2021년 초까지는 케이블 TV 방송 등의 보험 건강 관련 프로그램 등을 진행했었다.

## 학력
- 이화여자대학교 성악학과 학사

## 주요 방송 진행

### 텔레비전
- 2012년 4월 9일 ~  2012년 6월 8일 : MBC TV 《6시 뉴스매거진》
- 2012년 6월 11일 ~  2012년 10월 5일 : MBC TV 《뉴스 1800》
- 2012년 6월 25일 ~ 2012년 8월 28일 : MBC TV 《스포츠 뉴스》
- 2012년 10월 9일 ~ 2013년 3월 15일 : MBC TV 《이브닝 뉴스》
- 2013년 3월 18일 ~ 2013년 8월 16일 : MBC TV 《3시 뉴스》

### 라디오
- 2012년 6월 18일 ~ 2012년 10월 5일 / 2013년 3월 18일 ~ 2013년 10월 4일 / 2013년 12월 9일 ~ 2014년 11월 28일 : MBC 표준FM 《뉴스 포커스》